# Museo Oriental
El Museo Oriental de Valladolid es un espacio museístico ubicado en el interior del convento de los Agustinos Filipinos de la ciudad de Valladolid (España), y es considerado por algunas fuentes como el mejor de España en su género.

## Historia y descripción
La sede del museo es el Real Colegio de PP. Agustinos, edificio neoclásico que se empezó a construir en el año 1759, con planos de Ventura Rodríguez.

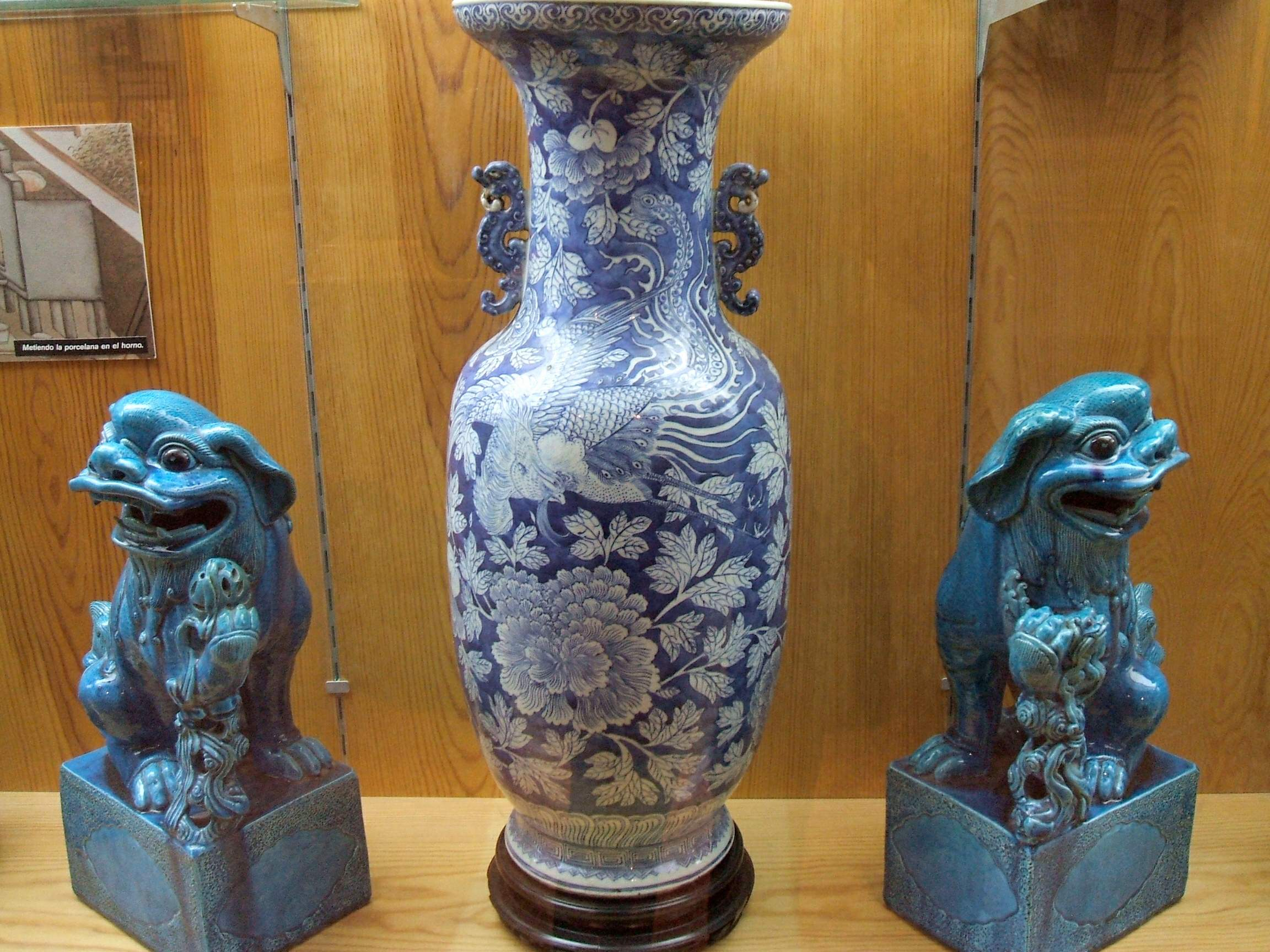
Arte chino en el Museo Oriental de Valladolid.

Las actuales instalaciones se inauguraron en 1980, pero sus orígenes se remontan a mucho antes y están relacionados con la presencia de los Agustinos en China, Japón y Filipinas a partir de 1565. El convento de Valladolid era la sede central de los Agustinos Filipinos de España y fue fundado precisamente con el objetivo de proporcionar sacerdotes católicos formados en España para ser enviados a estos territorios; y los que volvían venían cargados de objetos de Oriente que habían de ayudar a formar a las nuevas generaciones de misioneros que se estaban preparando. Es a partir de esta creciente colección que se fue desarrollando la idea del museo, que se materializó en 1874 cuando se decidió dedicar unos espacios en el ala oriental del convento.
La colección se amplió de forma importante tras la Exposición Vaticana de Misiones de 1925, ya que muchas de las piezas enviadas por los Agustinos a Roma terminaron en Valladolid. Finalmente, en los últimos treinta años el fondo del museo se ha visto enriquecido por aportaciones realizadas por religiosos y donaciones de particulares, entre las que cabe destacar las del Dr. S. C. Cheng y la Dra. Luana Cheng Tee, el P. Nicanor Lana López, Tita y Andrew de Gherardi, Luis Mª de Emaldi, el Dr. José Antonio Villegas y Mª del Tránsito de Villegas, las hermanas Teresa y Pilar Rioja-Padilla y el matrimonio de José Pedro Ibáñez y Guadalupe Urbón.
Hasta el día de hoy, su gestión ha sido llevada a cabo exclusivamente por los padres agustinos, entre los que cabe mencionar a su director desde el año 1979, el P. Blas Sierra de la Calle. En 2008, el Emperador del Japón le concedió la Orden del Sol Naciente en su modalidad de 'rayos de oro y plata' por su labor de investigación y difusión de la cultura nipona dentro de España.

## Colección
La colección destaca especialmente por las fuentes procedentes de China y Filipinas, formadas por cientos de piezas de diferentes épocas y regiones; y se completa con materiales de Japón, así como un conjunto de piezas de América del Sur que no están expuestas. Es una de las más grandes colecciones de arte oriental que pueden ser admiradas en Europa y, sin duda, la más completa de España. La actual propuesta museográfica, renovada por última vez en 2006, se organiza alrededor de 18 salas, dedicadas a China, Filipinas y Japón:
- El arte chino ocupa 8 salas donde se exponen piezas con una cronología que va del siglo V a. C. al siglo XX: bronces, monedas chinas y billetes, cerámica y porcelana, obras de orfebrería en plata, esmaltes, piezas de marfil, esculturas de jade, esteatita, madera y nácar, caligrafías e instrumentos caligráficos, pinturas sobre papel y seda, vestidos y tejidos bordados en seda, mobiliario tallado, lacas y tabacaleras.[9]

- Las cinco salas de arte filipino son el conjunto más completo de Europa.[10] En ellas se muestra desde cerámica neolítica hasta obras del siglo XIX y, en especial, material etnológico de las culturas de Luzón, Mindanao y Joló. Se ilustra también la historia del Galeón de Manila, así como el arte hispano-filipino de los siglos XVII al XIX y recuerdos históricos de la Guerra de 1898 y los últimos soldados españoles en Filipinas.[11]

- Las cuatro salas de arte japonés exponen obras de los periodos Edo (1603-1868) y Meiji (1868- 1912): esculturas budistas y sintoístas, algunas piezas de origen cristiano, lacas, esmaltes cloisonné y Musen, kimonos, máscaras de teatro noh, armaduras, katanas y otras armas, cerámicas y porcelanas, pinturas y caligrafías del siglo XVII, grabados ukiyo-e, así como fotografías y pinturas del siglo XIX.[12]

Este museo también edita una serie de publicaciones tales como los Cuadernos del Museo Oriental, catálogos, guías, etc. Se realizó una primera renovación del museo en 1980, y una segunda en 2005, abriendo de nuevo al público en mayo de 2006.